# 9022 Drake
9022 Drake (1988 PC1) là một tiểu hành tinh vành đai chính được phát hiện ngày 14 tháng 8 năm 1988 bởi C. S. Shoemaker và E. M. Shoemaker ở Palomar.